# Enrique Cerezo
Enrique Cerezo Torres (Madrid, 27 febbraio 1948) è un produttore cinematografico e dirigente sportivo spagnolo, noto per essere il presidente dell'Atlético Madrid dal 2003, nonché proprietario del canale televisivo 8madrid.
Al 2019 il suo patrimonio è stimato a 230 milioni di euro e lo colloca al 195º posto tra i più ricchi di Spagna.

## Presidente dell'Atlético Madrid
Il 30 maggio 2003, in seguito a varie sanzioni e inibizioni, Jesús Gil si dimise da presidente dell'Atlético Madrid, designando come suo successore Enrique Cerezo, che è stato suo vice dal 1987.
L'Atlético per i primi quattro anni della sua presidenza non riuscì a qualificarsi a nessuna competizione europea. Nel 2006, con l'acquisto di Sergio Agüero, si è puntato ad avere un forte peso in attacco, affiancando il capitano Fernando Torres. Tuttavia la squadra riuscì ad ottenere solo la qualificazione in coppa Intertoto.
Nel 2010, con la vittoria in finale contro il Fulham in Europa League, l'Atlético tornò a vincere un trofeo dopo quattordici anni. Lo stesso anno, a Barcellona, i Colchoneros disputarono la finale di coppa del Re contro il Siviglia. L'Atlético fu sconfitto, ma ci fu la più grande affluenza di sempre di tifosi indios al di fuori di Madrid.
Il 29 novembre del 2010, insieme al presidente dell'Inter Massimo Moratti, vince il Premio Tiepolo.
Dal 2011 con l'avvento del Cholo Simeone sulla panchina, l'Atlético ha vinto due Europa League, due supercoppe europee, una coppa del Re, due campionati, una supercoppa di Spagna ed è stato due volte vicecampione in Champions League.
Al 18 maggio 2019, raggiungendo quota 805 partite da presidente dei Colchoneros, è il secondo presidente più longevo dopo Vicente Calderón.

## Palmarès
Sotto la presidenza Cerezo, l'Atlético Madrid ha vinto:
- Tre UEFA Europa League (2009/10, 2011/12, 2017/18)
- Tre Supercoppa UEFA (2010, 2012, 2018)
- Una Coppa del Re (2012/13)
- Due Campionati spagnoli (2013/14, 2020/21)
- Una Supercoppa di Spagna (2014)

## Carriera cinematografica
Enrique Cerezo entra nel mondo del cinema nel 1971 come aiuto riprese nel film Vente a Alemania, Pepe. Da produttore ha fondato la Enrique Cerezo - Producciones Cinematográficas e dal 1998 è presidente della Entidad de Gestión de Derechos de los Productores Audiovisuales.
Nel novembre del 2010 viene premiato a Huelva con il premio Ciudad de Huelva al miglior produttore cinematografico dell'annata 2009/10.

### Cinematografia
| Anno | Film                                      | Regista                  |
| ---- | ----------------------------------------- | ------------------------ |
| 2016 | 1898: Los últimos de Filipinas            | Salvador Calvo           |
| 2015 | Mi gran noche                             | Álex de la Iglesia       |
| 2013 | Le streghe son tornate                    | Álex de la Iglesia       |
| 2012 | Dracula 3D                                | Dario Argento            |
| 2012 | La montaña rusa                           | Emilio Martínez-Lázaro   |
| 2011 | La daga de Rasputín                       | Jesús Bonilla            |
| 2010 | La Venganza de Ira Vamp                   | Álvaro Sáenz de Heredia  |
| 2007 | En busca de la tumba de Cristo            | Giulio Base              |
| 2006 | Desde que amanece apetece                 | Antonio del Real         |
| 2005 | A golpes                                  | Juan Vicente Córdoba     |
| 2005 | Otros días vendrán                        | Eduard Cortés            |
| 2005 | R2 y el caso del cadáver sin cabeza       | Álvaro Sáenz de Heredia  |
| 2004 | Tiovivo c.1950                            | José Luis Garci          |
| 2004 | El chocolate del loro                     | Ernesto Martín           |
| 2004 | Franky Banderas                           | José Luis García Sánchez |
| 2003 | Platillos volantes                        | Óscar Aibar              |
| 2003 | Hotel Danubio                             | Antonio Giménez-Rico     |
| 2002 | El oro de Moscú                           | Jesús Bonilla            |
| 2002 | El sueño de la maestra                    | Luis García Berlanga     |
| 2002 | Historia de un beso                       | José Luis Garci          |
| 2002 | Tiempo de tormenta                        | Pedro Olea               |
| 2002 | El vientre de Juliette                    | Martin Provost           |
| 2001 | El lado oscuro del corazón 2              | Eliseo Subiela           |
| 2001 | Antigua vida mía                          | Héctor Olivera           |
| 2001 | La soledad era esto                       | Sergio Renán             |
| 2001 | Sara, una estrella                        | José Briz                |
| 2001 | La vida de nadie                          | Eduard Cortés            |
| 2001 | Juana la Loca                             | Vicente Aranda           |
| 2001 | Juego de Luna                             | Mónica Laguna            |
| 2000 | You're the One - Una Historia de Entonces | José Luis Garci          |
| 2000 | El Celo                                   | Antoni Aloy              |
| 2000 | Yoyes                                     | Helena Taberna           |